# Марьясово (Ужурский район)
Марьясово — посёлок в Ужурском районе Красноярского края России. Входит в состав Васильевского сельсовета.

## География
Посёлок находится на расстоянии 22 км к северу от города Ужур, административного центра района.

## История
Посёлок образован в 1914 году при строительстве железной дороги Ачинск — Абакан.

## Население
| 2010 |
| ---- |
| 15   |